# New London (Wisconsin)
New London is een plaats (city) in de Amerikaanse staat Wisconsin, en valt bestuurlijk gezien onder Outagamie County en Waupaca County.

## Demografie
Bij de volkstelling in 2000 werd het aantal inwoners vastgesteld op 7085. In 2006 is het aantal inwoners door het United States Census Bureau geschat op 7019, een daling van 66 (-0,9%).

## Geografie
Volgens het United States Census Bureau beslaat de plaats een oppervlakte van 14,7 km², waarvan 14,5 km² land en 0,2 km² water. New London ligt op ongeveer 253 m boven zeeniveau.

## Plaatsen in de nabije omgeving
De onderstaande figuur toont nabijgelegen plaatsen in een straal van 20 km rond New London.